# Атмосферна електрика

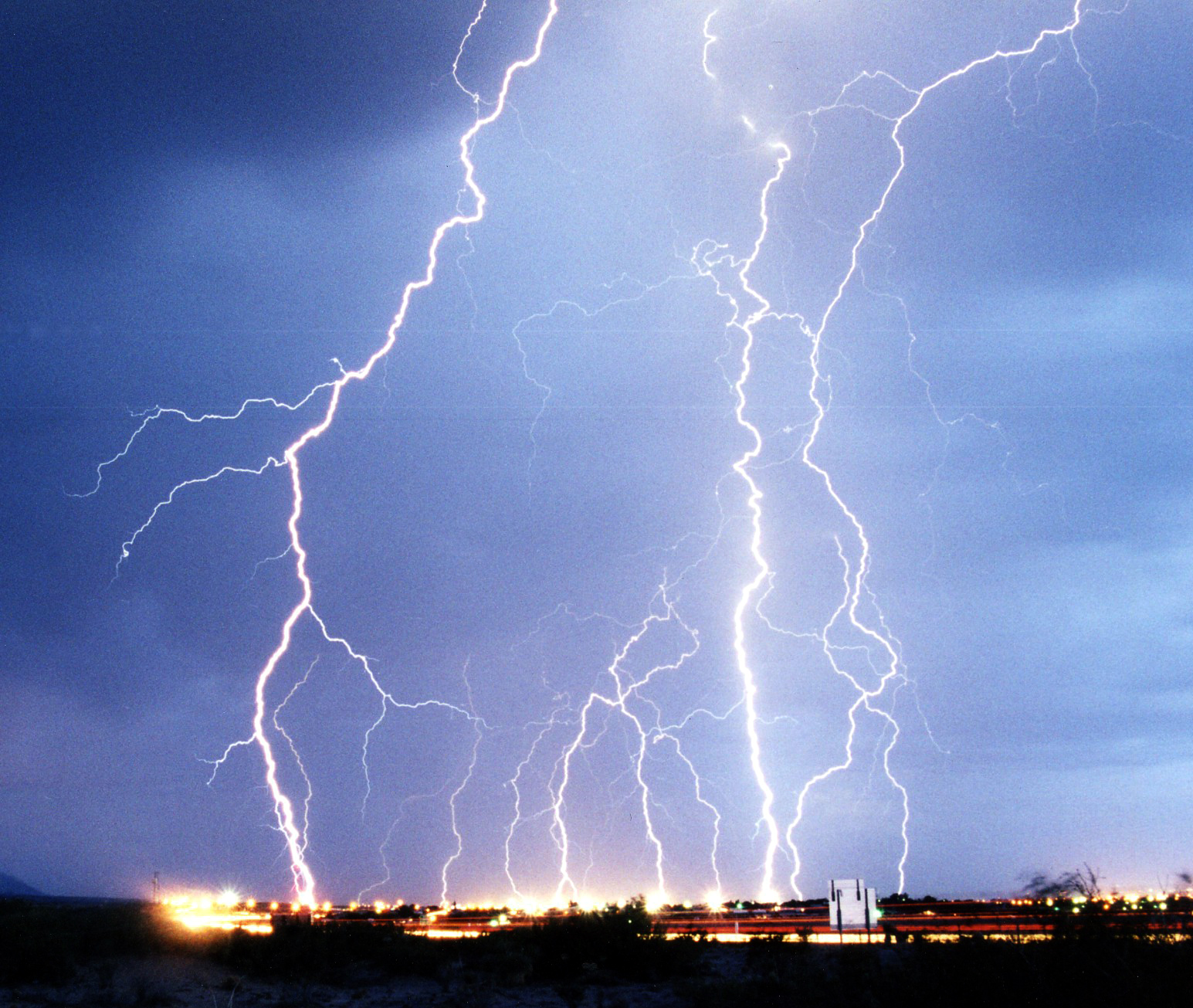
Блискавка

Атмосферна електрика — сукупність електричних явищ в земній атмосфері (електричне поле, іонізація і провідність атмосфери, електричні струми в повітрі, електричні заряди в хмарах, грози, полярні сяйва, вогні Ельма тощо).

## Історія дослідження
Спроби захищатися від блискавки були відомі до початку нашої ери. Це довели археологічні розкопки в Єгипті Стародавньому, де написи на стінах зруйнованих храмів свідчили, що встановлені навколо храму щогли служили «для захисту від небесного вогню».
Пліній Старший повідомляє в своїй «Природничій історії» (1 ст), що жерці під час обрядів переводили блискавку в землю, використовуючи для цього високі металеві жердини. Експерименти Б. Франкліна показали, що електричні явища атмосфери принципово не відрізняються від тих, що спостерігаються в електричних машинах. У 1750 Б. Франклін висунув гіпотезу, що електричну енергію можна брати з хмар за допомогою високої металевої антени. У 1752 фізик Тома-Франсуа Далібар (1709—1778, Франція) спорудив 12-метрову залізну антену у м. Марлі-ля-Віль поблизу м. Парижа і отримав іскри з хмари. Б. Франклін у 1752 запропонував проєкт блискавковідводу. У 18 ст. у працях Ш. О. Кулона (визначив електропровідність повітря), природознавця Луї Гійома Лемоньє (1717—1799; Франція) та фізика Джованні Батіста Беккаріа (1716—1781; Італія) було відображено залежність електричних властивостей атмосфери від погодних умов та їхню варіативність упродовж доби. Геолог, ботанік, винахідник Орас Бенедикт де Соссюр (1740—1799; Швейцарія) за допомогою створеного ним електрометра встановив, що електричні властивості атмосфери змінюються з висотою. Дослідник Френсіс Роландс (1788—1873; Велика Британія) близько 1810 організував спостереження за повітряно-земними течіями, включаючи безперервні автоматизовані записи, а у 1840-х на посаді почесного директора Королівської обсерваторії він створив перший системний набір електричних та пов'язаних з ними метеорологічних параметрів. У 20 ст. за допомогою чутливих електричних інструментів було відкрито і досліджено електризацію атмосфери та розроблено теорію формування негативного заряду Землі. Важливу роль у цьому відіграв фізик Ч. Т. Р. Вільсон. Сучасні дослідження атмосферної електрики зосереджені, переважно, на вивченні блискавки (особливо її високоенергетичних частинок), а також на ролі електричних процесів у формуванні погоди та клімату.

## Загальна характеристика
Електропровідність атмосфери зумовлена наявністю в ній позитивних та негативних зарядів — йонів. Йонізатори атмосфери — космічні промені, радіоактивне випромінювання гірських порід, ультрафіолетове та інше випромінювання Сонця, блискавки тощо.
Електропровідність атмосфери змінюється з висотою і в часі: вона максимальна влітку, мінімальна взимку; протягом доби — найбільша вранці, найменша — близько півдня. Напруженість електричного поля за умови ясної погоди в середньому дорівнює 130 в/м і зменшується з висотою.
Блискавка — електричний розряд між хмарами або між хмарою та землею. У процесі утворення опадів у хмарі відбувається електризація крапель або льодяних частинок. Унаслідок сильних висхідних потоків повітря у хмарі утворюються відокремлені області, заряджені різнойменними зарядами. Коли напруженість електричного поля у хмарі або між нижньою зарядженою областю і землею досягає пробійного значення, виникає блискавка. Блискавки поділяються на лінійні, пласкі, кулясті й точкові. Лінійні блискавки спостерігають часто, кулясті та точкові — дуже рідко.
Електропровідність атмосфери змінюється з висотою і в часі: вона максимальна влітку, мінімальна взимку; протягом доби — найбільша вранці, найменша — близько півдня. Напруженість електричного поля при ясній погоді в середньому дорівнює 130 в/м і зменшується з висотою.
Відмічається певний зв'язок між напруженістю поля і низкою метеорологічних явищ, тому спостереження над атмосферною електрикою мають значення для прогнозів погоди. Спостереження за полярними сяйвами дають цінні відомості про будову високих шарів атмосфери. Результати досліджень атмосферною електрикою використовуються при розвідках радіоактивних руд.
Найкраще вивчена лінійна блискавка, яка є іскровим розрядом. Під впливом електричного поля вільні електрони, які завжди є в атмосфері, набувають великої швидкості і під час зіткнення з молекулами іонізують їх. Унаслідок цього у повітрі збільшується кількість електронів, які знову розганяються електричним полем і, у свою чергу, спричиняють іонізацію молекул.
У вузькому каналі повітря лавиноподібно збільшується кількість електронів, що рухаються від хмари до землі. Цим іонізованим каналом, як у провіднику, із хмари починають витікати заряди. Виникає т. з. лідер блискавки, який пробігає 50–100 м і зупиняється. Потім він відразу ж відновлюється у тому ж каналі і пробігає ще таку ж відстань. Так триває, доки лідер не досягне землі.
Середня швидкість розвитку такого ступеневого лідера становить 10² км/с. У момент досягнення лідером землі в його каналі починають рухатися заряди, які утворюють яскравий «головний канал» блискавки; швидкість його — порядку 104 км/с. Струм у головному каналі становить у середньому 20–40 кА, досягаючи 200 кА. Довжина блискавки в середньому 1–2 км, іноді 40–50 км. Діаметр каналу блискавки близько 10 см.
Розряд блискавки здебільшого не обмежується одним імпульсом, частіше виникають 2–3 імпульси, а іноді до 50. Цим пояснюється мерехтіння блискавки. Наступні імпульси відрізняються від першого тим, що їхні лідери безперервні, бо ці імпульси проходять вже іонізованим каналом. Такий лідер називають стрілоподібним; швидкість його трохи більша, ніж ступеневого. Час між імпульсами порядку 10−2 с. Тривалість повного розряду блискавки може становити близько 1 с і більше. У каналі блискавки розвивається висока температура, яка спричинює дуже швидке розширення і стискання повітря в каналі. Це супроводиться звуковими явищами — громом. Багаторазовість імпульсів блискавки і відбиття звуку від хмар і від поверхні землі призводять до гуркоту грому.
Блискавки утворюють в атмосфері електромагнітні хвилі, т. з. атмосферики, які перешкоджають радіозв'язку, особливо на довгих і середніх хвилях.
В середньому на Землі кожну секунду б'ють 100 блискавок.
Кульова блискавка — сферичний розряд, який існує в атмосфері певний час. Це здебільшого куля діаметром 10–20 см (іноді може з'являтися у вигляді груші або яйця), червонуватого світіння, яка повільно рухається у повітряній течії і супроводжується свистячим або шиплячим звуком. Куля може існувати від декількох секунд до декількох днів.
Пласка блискавка являє собою тихий розряд у хмарах, коли в них немає достатніх зарядів для утворення лінійної блискавки. Цей вид блискавки не супроводжується гуркотом.
Точкова блискавка — один із найменш вивчених типів блискавки. Являє собою різновид лінійної блискавки, проте частина імпульсів не проявляється та між проявленням кожного нового існує проміжок у часі та просторі. Виглядає як пунктирна лінійна блискавка. Серед проблем вивчення — дуже низька частота проявлення таких блискавок.
Потужні електричні розряди у верхніх шарах атмосфери утворюються навіть за відсутності грозових хмар, котрі характерні для лінійних блискавок. Ці короткотривалі явища електричного розряду відбуваються значно вище тропосферних висот, характерних для звичайної блискавки і грозових хмар та мають інші механізми утворення і характеристики, але дослідники зазвичай відносять їх до електричних розрядів в атмосфері. Серед цих явищ розрізняють спрайти, джети та ельфи. Це «холодні» розряди, характерні для світіння холодної плазми, однак вони найчастіше супроводжують грозовий фронт, що знаходиться нижче.
Гамма-блискавка — потужні короткотривалі спалахи гамма-випромінювання в атмосфері Землі. Були зареєстровані тривалістю від 0,2 до 3,5 мс та енергією до 20 МеВ. Вони, ймовірно, виникають внаслідок потужних електричних полів, що утворюються в грозових хмарах. Були також виявлені високоенергетичні позитрони і електрони, що виникають, ймовірно, внаслідок явища народження електрон-позитронних пар гамма-квантами.
Полярне сяйво — оптичне явище у верхніх шарах атмосфери, світіння окремих ділянок нічного неба, що швидко змінюється. На Землі такі сяйва спостерігаються на відстані 20–35 ° від магнітних полюсів Землі одночасно на всіх довготах, але з різною інтенсивністю. За формами полярного сяйва розрізняють: дифузне сяйво з дугами від однієї точки горизонту до іншої, а також промені, стрічки, корони, плями. Тривалість полярного сяйва — від декількох хвилин до декількох діб. Частота його появи корелює з 11-річним циклом сонячної активності, порою року, 27-денним періодом та магнітною активністю. Явище є світінням розріджених шарів атмосфери на висотах 60–100 км і більше під дією сонячного вітру. Заряджені частинки потрапляють в атмосферу з космосу і під дією магнітного поля Землі спрямовуються до північного або південного магнітного полюса, де вони входять у верхні шари атмосфери, зіштовхуються з молекулами або атомами газів атмосфери, збуджують їх і змушують випромінювати видиме світло. Переважне випромінювання відповідає Оксигену (557 нм і 630 нм) і молекулярному азоту (391,4 нм, 427,8 нм, 470,9 нм), які створюють зелено-червону гаму. Частина енергії випромінюється в ультрафіолетовому діапазоні.
Вогні святого Ельма — тривалий електричний розряд, який виникає при великому напруженні електричного поля в атмосфері у вигляді сяйливих пучків на гострих кінцях високих предметів. Під час грози їх можна спостерігати на корабельних щоглах, кінцях крил літаків і навіть на чагарниках. Блакитне, зелене або фіолетове світіння супроводжується потріскуванням. За фізичною природою ці розряди — особлива форма коронного розряду.